# Rivière Nigger
Rivière Nigger är ett vattendrag i Kanada.   Det ligger i provinsen Québec, i den sydöstra delen av landet, 290 km öster om huvudstaden Ottawa.

## Omgivningar
Omgivningarna runt Rivière Nigger är en mosaik av jordbruksmark och naturlig växtlighet. Runt Rivière Nigger är det mycket glesbefolkat, med 7 invånare per kvadratkilometer.